# Zabójstwo Bohdana Piaseckiego
Zabójstwo Bohdana Piaseckiego – zabójstwo, które miało miejsce najprawdopodobniej 22 stycznia 1957. Piętnastoletni syn Bolesława Piaseckiego (lidera przedwojennej Falangi i szefa powojennego Stowarzyszenia Pax) został tego dnia uprowadzony sprzed należącego do Stowarzyszenia Pax warszawskiego Liceum Ogólnokształcącego pw. św. Augustyna, do którego uczęszczał. Dwaj mężczyźni, którzy go porwali, przewieźli chłopca taksówką do schronu przeciwlotniczego w budynku przy alei Świerczewskiego 82a (obecnie aleja „Solidarności”), gdzie został zamordowany. Ciało Bohdana Piaseckiego odnaleziono 8 grudnia 1958.
Sprawa do dziś nie została wyjaśniona. Teorie dotyczące zabójców najczęściej mówią o Służbie Bezpieczeństwa albo Żydach (lub osobach żydowskiego pochodzenia pracujących w SB). Motywem zbrodni miałaby być wewnątrzpartyjna walka w PZPR lub chęć zemsty za przedwojenną antysemicką działalność Bolesława Piaseckiego.

## Porwanie

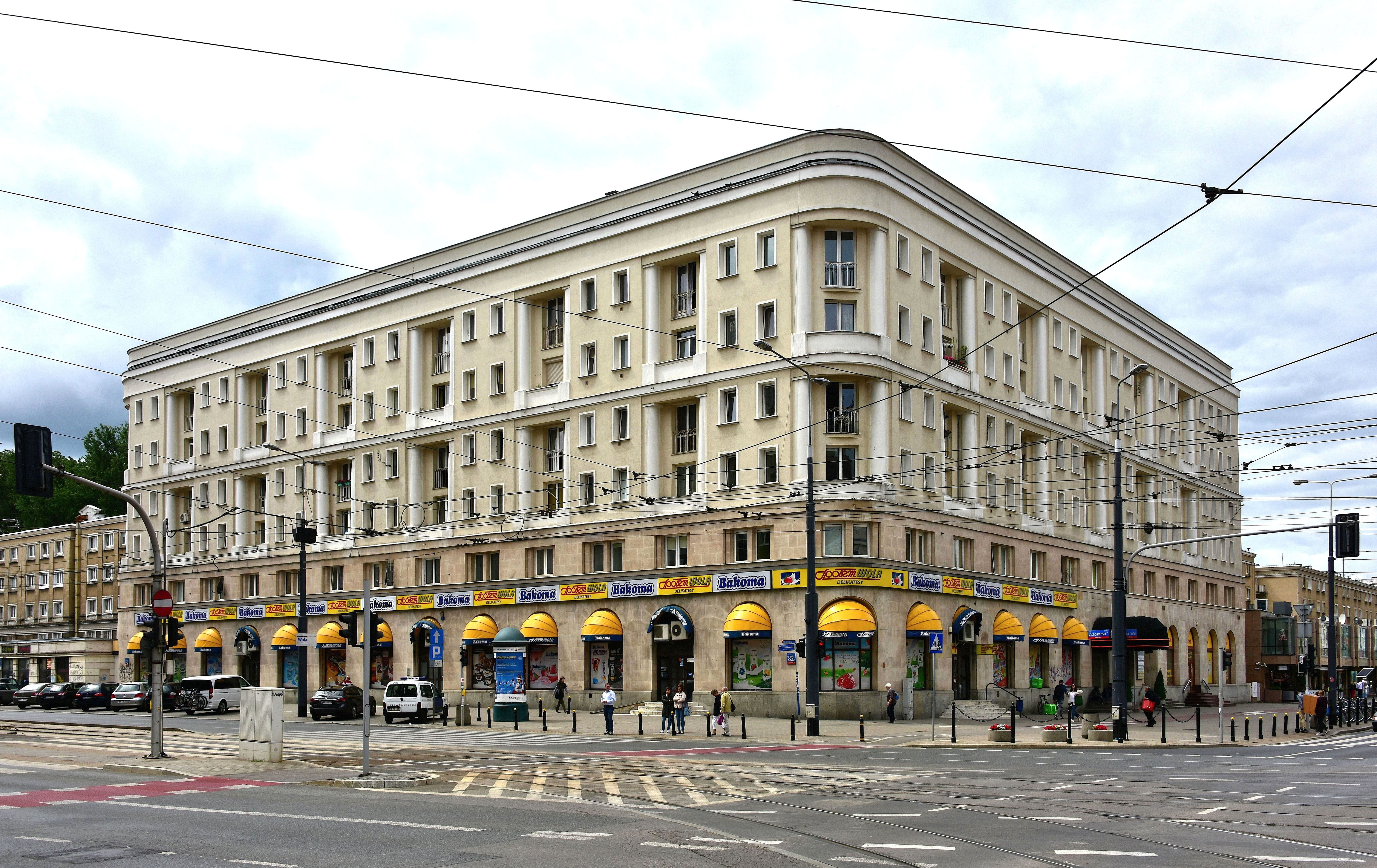
Budynek przy al. „Solidarności” 82a (dawna al. Świerczewskiego), w którego podziemiach znaleziono ciało zamordowanego Bohdana Piaseckiego

Bohdan Piasecki (ur. 12 sierpnia 1941) był synem Bolesława Piaseckiego i Haliny z Kopciów. Uczęszczał do Liceum Ogólnokształcącego pw. św. Augustyna, mieszczącego się przy ulicy Naruszewicza 32 w Warszawie, w pobliżu mieszkania rodziny Piaseckich. 22 stycznia 1957 około godziny 13:50 wyszedł z gmachu szkoły wraz z trzema znajomymi: Wojciechem Szczęsnym, Januszem Świątkowskim i Ryszardem Karwańskim. W okolicy skrzyżowania z ulicą Wejnerta do chłopców podszedł mężczyzna i zapytał, który z nich nazywa się Piasecki. Później pokazał Bohdanowi jakiś dokument, który wyjął wcześniej z teczki. Następnie przeszedł z chłopcem na ul. Wejnerta, gdzie czekał na nich drugi mężczyzna. Wszyscy trzej wsiedli do oczekującej na nich taksówki (czarnej warszawy), która wkrótce potem odjechała. Szczęsny i Świątkowski, zaniepokojeni takim obrotem wydarzeń, zanotowali numer rejestracyjny samochodu: T-75-222. Następnie ten pierwszy wrócił do szkoły i godzinę później poinformował o zajściu brata Bohdana Piaseckiego, Jarosława. Po upływie kolejnej godziny (Szczęsny nie zasygnalizował jasno, że doszło do porwania) obaj udali się do domu Piaseckich, skąd o uprowadzeniu poinformowano Bolesława Piaseckiego, przebywającego w swoim biurze. Ten od razu zatelefonował do Ministerstwa Spraw Wewnętrznych, żądając rozpoczęcia poszukiwań syna.

## Poszukiwania uprowadzonego i kontakt z porywaczami
Gdy komendzie miejskiej MO nie udało się ustalić personaliów posiadacza taksówki, którą uprowadzono chłopca, pracownik Paksu, Gustaw Kitzman, na polecenie Bolesława Piaseckiego udał się do miejskiego Wydziału Komunikacji. Tam dowiedział się, że auto należy do Miejskiego Przedsiębiorstwa Taksówkowego. To jednak także nie pozwoliło milicjantom na ustalenie nazwiska kierowcy. 22 stycznia wieczorem inny pracownik Paksu, Tadeusz Anderszewski, znalazł po bardzo krótkich poszukiwaniach samochód o rejestracji T-75-222 na ul. Nowy Świat. Kierowca został zatrzymany przez MO na ul. Wilczej.
Dwie godziny po porwaniu do dyrektora liceum Stanisława Pacuły zadzwonili porywacze, podając się za przedstawicieli Ministerstwa Oświaty. Zatelefonowali także do Bolesława Piaseckiego, informując go, że w Urzędzie Pocztowym nr 1 na poste restante znajduje się list do niego. W wiadomości tej informowali o uprowadzeniu jego syna i zapowiedzieli uwolnienie go w zamian za cztery tysiące dolarów i sto tysięcy złotych. Dwa dni później porywacze zadzwonili do Piaseckiego i polecili mu, aby udał się z pieniędzmi do restauracji „Kameralna” przy ul. Foksal. Został tam wysłany ksiądz prefekt liceum, Mieczysław Suwała (podczas wojny tenże duchowny był kapelanem III batalionu, w składzie 77 Pułku Piechoty Armii Krajowej, dowodzonego przez por. Bolesława Piaseckiego), któremu towarzyszyli milicjanci. W lokalu duchowny został telefonicznie poinformowany o konieczności udania się do budynku przy alei Na Skarpie 65. Tam czekała na niego instrukcja udania się na ul. Jakubowską 16, skąd porywacze polecili mu przejechanie na Wał Miedzeszyński. Księdzu Suwale jeszcze kilkakrotnie wskazywali adresy, pod które miał się udać. Ostatecznie w jednym z miejsc znaleziono pantofel, w którym nie było jednak zapowiedzianych instrukcji, co czynić dalej.

24 stycznia do Piaseckiego ponownie zatelefonowali porywacze, informując o liście do niego pozostawionym w drzwiach kościoła św. Krzyża. Z wiadomości można było wywnioskować, że przestępcy obserwowali księdza Suwałę i wiedzieli, że towarzyszyli mu funkcjonariusze MO. Z tego powodu podnieśli kwotę okupu o 100 tys. zł. Polecili także wysłannikowi Piaseckiego, Ryszardowi Reiffowi, aby udał się on do słupa milowego na ul. Marszałkowskiej, gdzie miała czekać na niego informacja, co robić dalej. Ten nie znalazłszy listu, zadzwonił do Ministerstwa Spraw Wewnętrznych i poinformował o utracie kontaktu z przestępcami. Jak pisze Peter Raina: 

Z MSW Reiff otrzymał polecenie, by ponownie udał się na umówione miejsce. Tym razem znalazł list, lecz z przerobioną w nim godziną wykonania dalszej instrukcji. Okazało się później, że w tym czasie pracownicy MSW przejęli list przeznaczony dla Bolesława Piaseckiego. Fakt ten nie wyklucza możliwości, że sprawcy mieli swojego informatora w MSW. Następna z kolei instrukcja podjęta przez Reiffa skierowała go do punktu, gdzie żądający okupu nie zostawili żadnej informacji. Kontakt urwał się. W następnych dniach sprawcy telefonicznie polecili oczekiwać na dalsze instrukcje w mieszkaniu pisarza Jana Dobraczyńskiego. W oznaczonym czasie (28 stycznia) nie zgłosili się i od tego dnia kontakt został zerwany ostatecznie.

10 lutego 1957 w tygodniku Dookoła Świata ukazał się reportaż Leszka Moczulskiego, Zdzisława Szałkiewicza i Jerzego Woydyłły pt. Zagadka cichej uliczki, sugerujący ucieczkę Bohdana Piaseckiego.
Akcję dezinformacyjną prowadziło także Radio „Wolna Europa”. Ksiądz Mieczysław Suwała podczas kazania żałobnego „Ofiara męczeńska śp. Bohdana Piaseckiego” powiedział: „I teraz przypomnijmy sobie te żałosne momenty, gdy Radio «Wolna Europa» nadało na cały świat, że Bohdana Piaseckiego porwała jego matka i wywiozła do Ameryki. Niech teraz przyjdą ci, którzy tę niegodną plotkę inspirowali, i niech popatrzą na to miejsce, gdzie spoczywają snem wiecznym śp. Halina Piasecka i śp. Zdzisław Piasecki i gdzie spoczywać będzie trzecia ofiara Polski: śp. Bohdan Piasecki”.

## Ignacy Ekerling

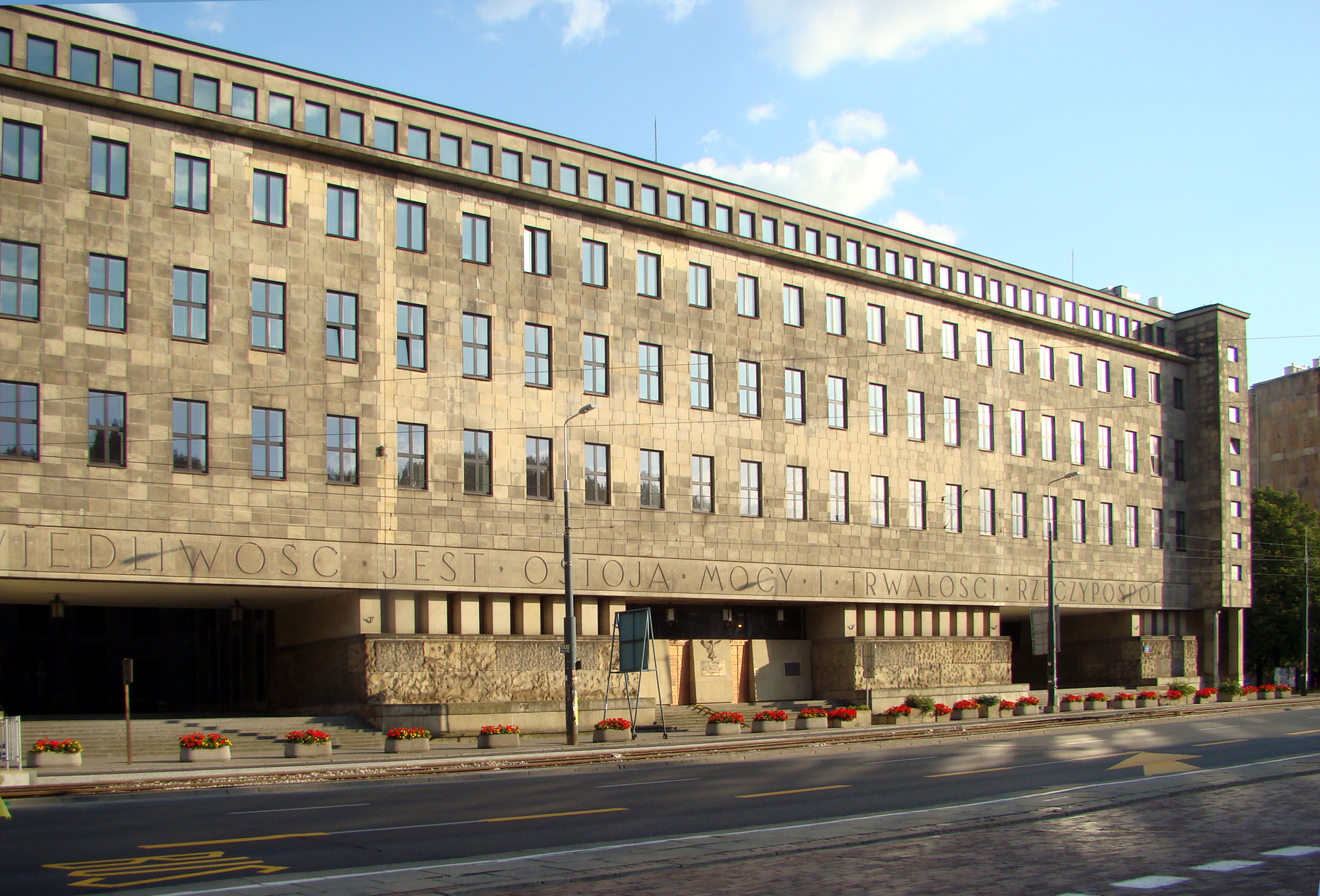
Budynek Sądu Okręgowego w Warszawie przy dzisiejszej al. „Solidarności” – według swoich zeznań Ignacy Ekerling miał tam po raz ostatni widzieć Bohdana Piaseckiego i jego porywaczy

22 stycznia MO ustaliła, że kierowcą taksówki, którą wykorzystano do porwania Bohdana Piaseckiego, był tamtego dnia Ignacy Ekerling. Następnego dnia został on przesłuchany w charakterze świadka. Zeznał, że krótko po godzinie 13 auto wynajął mężczyzna, który najpierw kazał przewieźć się z ulicy Żelaznej do budynków sądowych przy al. Świerczewskiego. Tam do pojazdu miał wsiąść drugi pasażer, niższy od pierwszego. Ten, który znalazł się w samochodzie pierwszy, nakazał jazdę w kierunku Mokotowa, na ul. Naruszewicza, a potem na ul. Wejnerta. Następnie – jak zeznał Ekerling – pasażer, który wynajął taksówkę, wysiadł z niej, a drugi mężczyzna stanął tuż za tylnym światłem samochodu. Po ok. 5 minutach ten pierwszy wrócił z młodym człowiekiem. Wszyscy wsiedli do auta, po czym Ekerling zawiózł ich z powrotem przed gmach sądu przy al. Świerczewskiego. Tam wszyscy wysiedli i udali się w kierunku budynku. Jak stwierdzili milicjanci, zeznania kierowcy były pełne sprzeczności, w wielu punktach nie zgadzały się z wersjami przedstawionymi przez innych świadków (dotyczyło to m.in. miejsca i czasu postoju auta na ul. Wejnerta oraz tego, kto i w jakiej konfiguracji siedział w taksówce). Ekerling nie był także w stanie podać dokładnego rysopisu obu mężczyzn, co było zastanawiające, zważywszy że z jednym z nich rozmawiał i spędził w samochodzie co najmniej 40 minut. Twierdził również, że w dniu porwania jechał taksówką o rejestracji T-75-222 po raz pierwszy, jako kierowca rezerwowy. Jak później udowodniono, twierdzenie to nie odpowiadało prawdzie. Wątpliwości budziła także trasa, jaką wybrał Ekerling, dowożąc porywaczy i Bohdana Piaseckiego do sądów: ulica Wejnerta – Malczewskiego – Puławska – Polna – Noakowskiego – Plater – Świętokrzyska – Trasa NS – al. Świerczewskiego. Była to trasa uciążliwa i niewygodna dla kierowcy, ale wykorzystując ją, Ekerling mógł ominąć sygnalizację świetlną oraz posterunki milicji.

Jak twierdzi Peter Raina: 

Wobec tak sprzecznych zeznań należy wnioskować, że kierowca taksówki, Ekerling, musiał być człowiekiem zaufania porywaczy. Mordercy Bohdana Piaseckiego musieli być pewni całkowitej lojalności z jego strony. Taką pewność dać im mógł tylko pełny współudział w planowanym porwaniu i zabójstwie. Nielojalność kierowcy taksówki byłaby istotnym zagrożeniem dla sprawców i wskazałaby drogę do źródeł zbrodni.

Pod koniec stycznia w miejscu porwania odbyła się wizja lokalna z udziałem Ekerlinga. Protokół z tego wydarzenia zaginął i nie został dołączony do akt sprawy. Wiadomo jednak, że nie został on przekazany Ekerlingowi do podpisu, dzięki czemu mógł on później zaprzeczyć złożonym przez siebie zeznaniom. 2 lutego przeprowadzono drugą wizję lokalną z udziałem Szczęsnego, Świątkowskiego i Karwańskiego.
Zarówno trzej szkolni koledzy Bohdana Piaseckiego, jak również inni świadkowie porwania – kioskarz Henryk Rusak oraz przechodzień Andrzej Nowakowski – nie rozpoznali w Ekerlingu kierowcy taksówki. Twierdzili, że w momencie uprowadzenia nie było go w aucie.
Pomimo że wiele wskazywało na współpracę Ignacego Ekerlinga z porywaczami, władze nie poczyniły przeciwko niemu żadnych kroków. Podejrzeń nie wzbudziło także, że wysłał on bagaże za granicę i sprzedał mieszkanie, a w marcu 1957 odebrał paszport. Następnie 4 kwietnia wyjechał z Warszawy, udając się do Zebrzydowic z zamiarem opuszczenia kraju. Jedynie z powodu interwencji Bolesława Piaseckiego (którego początkowo poinformowano, że Ekerling jedzie do Szczecina) w Ministerstwie Spraw Wewnętrznych, Ekerlingowi uniemożliwiono przekroczenie granicy. Nie został on jednak aresztowany. Powrócił do Warszawy, gdzie przez prawie rok (do 1 kwietnia 1958) przebywał na wolności. Dalej pracował w Miejskim Przedsiębiorstwie Taksówkowym i otrzymał większe mieszkanie służbowe, niż zajmował uprzednio. Co było szczególnie zaskakujące, wniosek o przydział lokum zgłosił nie do zakładu, w którym był zatrudniony, lecz do Ministerstwa Spraw Wewnętrznych. Jak podaje Raina, sprawę mieszkania uzgadniał z funkcjonariuszem, który brał udział w śledztwie w sprawie porwania Bohdana Piaseckiego.
28 kwietnia 1957 jeden ze świadków porwania, Wojciech Szczęsny (kolega szkolny Bohdana Piaseckiego), został napadnięty i przewrócony przed własnym domem. Kilka dni później, 4 maja, Szczęsny próbował popełnić samobójstwo, został jednak odratowany. Jak zeznał inny świadek, kioskarz Henryk Rusak, był on w tym czasie śledzony przez nieznaną mu osobę.
W październiku 1957 grupa działaczy społecznych, widząc brak postępów w śledztwie, wystosowała list otwarty do Andrzeja Burdy, prokuratora generalnego PRL, z prośbą o intensyfikację poszukiwań porwanego dziecka. Pod listem podpisali się, między innymi, Roman Brandstaetter, Ludwik Chmaj, Jan Dobraczyński, Pola Gojawiczyńska, Jarosław Iwaszkiewicz, Alfons Klafkowski, Witold Lutosławski, Stanisław Mackiewicz, Gustaw Morcinek, Antoni Pajdak, Jan Parandowski, Wilhelm Szewczyk i Jerzy Zawieyski. Kopie listu przesłano także do I sekretarza KC PZPR Władysława Gomułki, premiera Józefa Cyrankiewicza, Episkopatu oraz do „Dziennika Ludowego”, „Kuriera Polskiego”, „Życia Warszawy”, „Expressu Wieczornego” i „Trybuny Ludu”, prosząc o publikację. Tę zatrzymała jednak cenzura.

### Aresztowanie
Wkrótce po porwaniu Bohdana Piaseckiego i nagłośnieniu sprawy w prasie, do Paksu zaczęli zgłaszać się ludzie, utrzymujący, że są w kontakcie z przestępcami i mogą odpłatnie pomóc ojcu w odzyskaniu dziecka. Część z nich przedstawiała nawet rzekome listy od uprowadzonego chłopca. Np. Maria Chrapowicka przekazała pracownikom Paksu list następującej treści: 

Drogi Tatusiu!
Bardzo tęsknię i chciałbym żebyśmy jak najprędzej byli znowu razem. Zawdzięczając Pani Chrapowickiej, mogę skreślić tych kilka słów. Chcę zawiadomić, że mimo ciężkich przejść, jakich doświadczyłem, czuję się ze zdrowiem nieźle. Stale żyję nadzieją powrotu do domu. Wierzę, że już się niedługo zobaczymy. Proszę uważać na swoje otoczenie – tam przyjaciół nie ma!
Proszę ucałować Babcię. Uściskam Tatusia.
9.III.1958 r. Bogdan

 Większość z utrzymujących, że mogą pomóc w odnalezieniu chłopca, okazała się oszustami, starającymi się wykorzystać rozpacz rodziny uprowadzonego dziecka.
Wiosną 1958 nastąpiła intensyfikacja śledztwa w sprawie porwania, spowodowana zmianą prokuratora prowadzącego. 1 kwietnia aresztowano Ignacego Ekerlinga, czego skutkiem było uzyskanie dalszych obciążających go dowodów. W trakcie rewizji w jego mieszkaniu odkryto zapiski aresztowanego. Zawierały one dane osób zamieszkałych w domach, w których porywacze pozostawiali wskazówki dla współpracowników Bolesława Piaseckiego co do miejsca przetrzymywania jego syna. Z wszystkimi tymi osobami Ekerling utrzymywał bliską znajomość. Byli to: Zygmunt Rodziewicz, zamieszkały przy al. Na Skarpie 65, oraz Szyja Szewc, mieszkający przy ul. Jakubowskiej 16. W notatniku Ekerlinga znaleziono także dane znajomych mu pracowników SB: Jana Kossowskiego, Toruńczyka i Kostańskiego. Jak się później okazało, ci trzej i wymienieni wcześniej tuż po zabójstwie Bohdana Piaseckiego wyjechali do Izraela.
W zapiskach Ekerlinga odnaleziono również numer telefonu, należący do lekarki Bożeny Błażewicz zamieszkałej przy ul. Naruszewicza 24b, w bezpośrednim sąsiedztwie skrzyżowania, na którym dokonano porwania. Notes zawierał także odręcznie narysowany plan, przedstawiający położenie szkoły, w której uczył się Bohdan Piasecki.

## Odnalezienie ciała

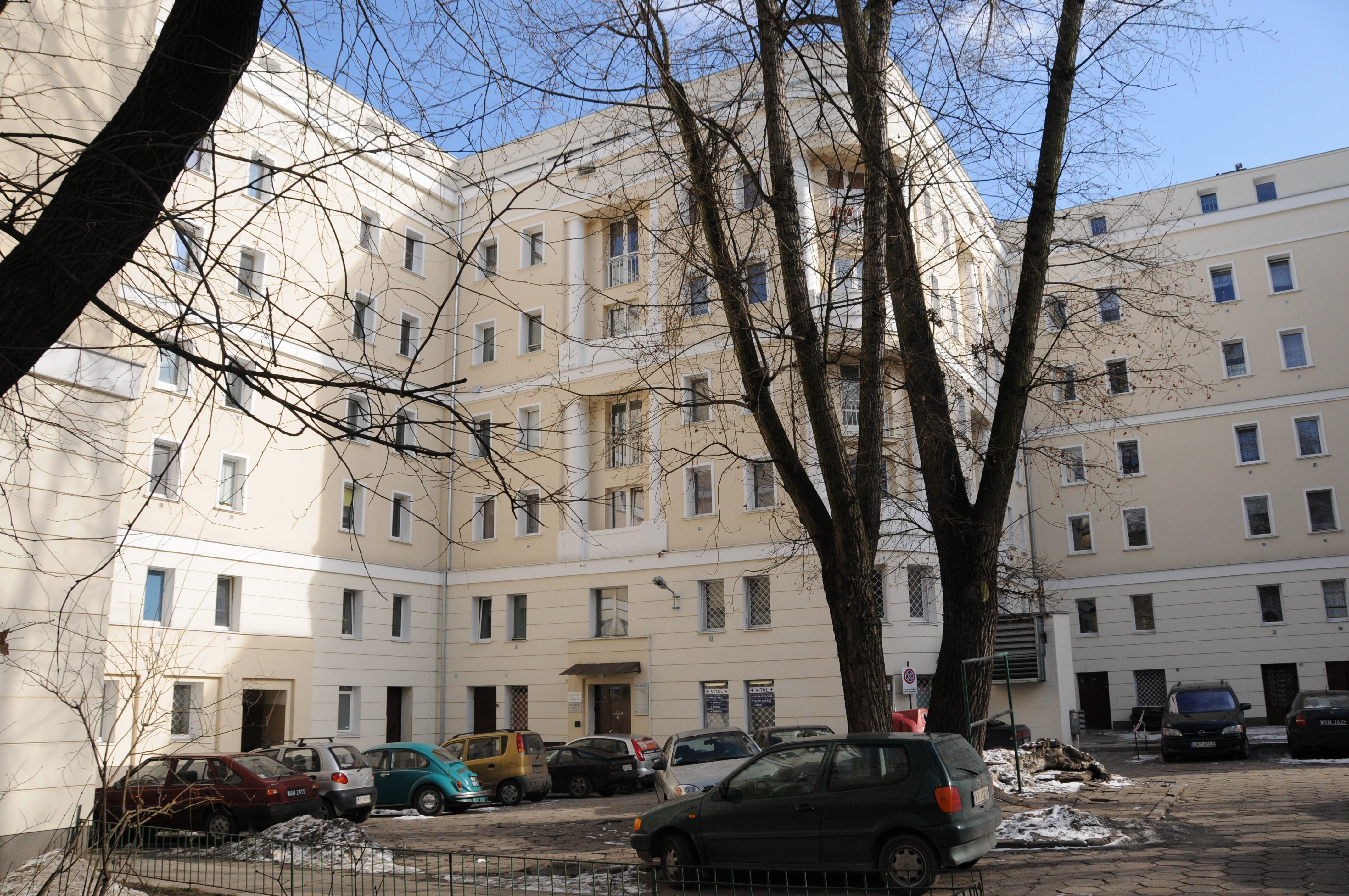
Podwórze budynku przy al. Solidarności 82a, w którym znaleziono ciało Piaseckiego

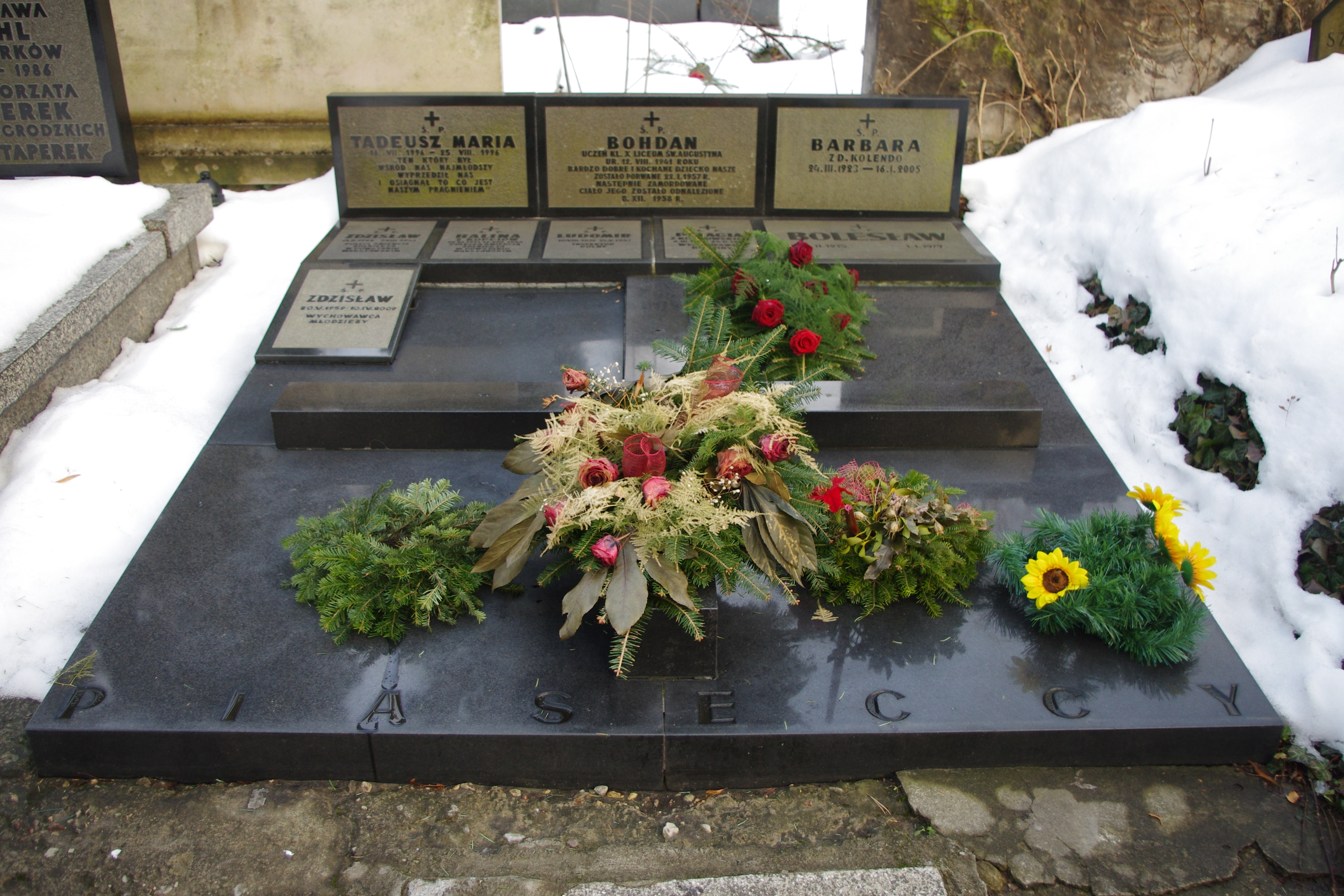
Grób Bolesława Piaseckiego i jego zamordowanego syna Bohdana oraz jego poległej w powstaniu warszawskim – żony Haliny Piaseckiej na Cmentarzu Powązkowskim w Warszawie

8 grudnia 1958 ciało Bohdana Piaseckiego zostało odnalezione w piwnicy domu przy al. Świerczewskiego 82a. Na zwłoki natknęli się hydraulicy, którzy przeprowadzali rankiem przegląd urządzeń sanitarnych. Ich zainteresowanie wzbudziły zabite gwoździami drzwi w piwnicy. Wiodły one do pomieszczeń sanitarnych – umywalni i dwóch ubikacji. W jednej z nich odkryto ciało chłopca. Zwłoki ułożone były w pozycji siedzącej, oparte o miskę klozetową. Obok niego leżały książki i zeszyty szkolne oznaczone nazwiskiem Bohdana Piaseckiego. Ciało, znajdujące się w stanie naturalnej mumifikacji, zostało zidentyfikowane przez rodzinę. Później przebadał je także stomatolog, który wykluczył pomyłkę.
Jak ustalono podczas sekcji zwłok, chłopiec został ogłuszony silnym uderzeniem nieokreślonym tępym narzędziem w głowę. Jego efektem było szczelinowate pęknięcie kości ciemieniowej lewej, przechodzące przez łuskę kości skroniowej lewej na podstawę czaszki oraz szczelinowate pęknięcie w obrębie siodełka tureckiego i rozluźnienie szwu wieńcowego lewego. W głowę, serce i żołądek wbito gwoździe. Mordercy wbili mu także w klatkę piersiową sztylet o ostrzu długości 16 centymetrów i drewnianej rękojeści. Klinga ominęła serce, ale przebiła lewe płuco. Zarówno obrażenia klatki piersiowej, jak i głowy mogły każde z osobna stać się przyczyną zgonu.
Bohdan Piasecki został zamordowany najprawdopodobniej w dniu uprowadzenia. Wskazywał na to brak śladów potu na bieliźnie, kołnierzyku i mankietach koszuli chłopca.
Przesłuchania mieszkańców budynku nie przyniosły żadnych efektów. Ustalono jednak, że mieszkanie nr 120 było własnością działu gospodarczego Komendy Miejskiej MO, podlegającego Janowi Kossowskiemu, którego nazwisko znajdowało się w notatkach Ekerlinga. Jak stwierdzono, z lokalu tego można było w łatwy sposób przejść klatką schodową do korytarza piwnicznego.
Tymczasem Bolesław Piasecki słał kolejne listy do Władysława Gomułki, zastępcy prokuratora generalnego Jana Wasilewskiego i wiceministra spraw wewnętrznych Mieczysława Moczara. Skarżył się w nich na działalność MSW i wnosił o ponowne sprawdzenie dowodów rzeczowych.

## Postawienie Ekerlinga w stan oskarżenia i wycofanie aktu oskarżenia
30 września 1959 do IX Wydziału Sądu Powiatowego dla m.st. Warszawy wpłynął akt oskarżenia prokuratury przeciwko Ignacemu Ekerlingowi. Kierowca został oskarżony, że: 

dnia 22 stycznia 1957 r. w Warszawie udzielił pomocy w pozbawieniu wolności Bohdana Piaseckiego w szczególności przez to, że dostarczył sprawcom obsługiwany przez siebie samochód osobowy Miejskiego Przedsiębiorstwa Taksówkowego, oznaczony numerem rejestracyjnym T-75-222, dla uprowadzenia Bohdana Piaseckiego, tj. o przestępstwo z art. 27 i 248 § 1 KK.

Rozprawa została wyznaczona na 20 i 21 listopada 1959. Tuż przed nią, prokuratura zwróciła się do sądu z prośbą o zwrócenie akt śledztwa w celu ich uzupełnienia. Prośba tę motywowała nowymi okolicznościami, które należy rozpracować w trybie śledczym. Wobec tego Sąd Powiatowy skierował sprawę na posiedzenie niejawne, podczas którego uwzględnił wniosek prokuratury. Sąd wskazał, że ustalono powiązania Ekerlinga ze światem przestępczym, wykryto jego przestępstwa dewizowe oraz znajomość z osobami mieszkającymi w budynkach, w których porywacze pozostawiali wskazówki ludziom Piaseckiego. Decyzja ta została zaskarżona przez obrońców Ekerlinga, ale skargę sąd oddalił. Nieco później oskarżony został zwolniony z aresztu.
Interwencję w sprawie wycofania aktu oskarżenia podjął Jerzy Albrecht, sekretarz KC PZPR, któremu podlegał nadzór nad pracą organów ścigania i wymiaru sprawiedliwości. Jego decyzję wykonał Antoni Alster, wiceminister spraw wewnętrznych. Zgodę na nieściganie Ekerlinga wyraził Władysław Gomułka, I sekretarz KC PZPR, po interwencji Romana Zambrowskiego, członka Biura Politycznego KC PZPR. Potwierdza to relacja Zenona Kliszki, członka Biura Politycznego KC PZPR: „Faktycznie przyszedł Zambrowski z tym do Wiesława, że jak odbędzie się rozprawa sądowa, powstanie fala antysemityzmu, ale myśmy się wspólnie zgodzili, że sprawy nie powinno być”.
W marcu 1960 Bolesław Piasecki wysłał list z prośbą o wzmożenie śledztwa w sprawie porwania syna do Władysława Gomułki, Aleksandra Zawadzkiego (przewodniczącego Rady Państwa) oraz Józefa Cyrankiewicza. Odpis dokumentu trafił do Mariana Spychalskiego (ministra obrony narodowej), Antoniego Alstera (wiceministra spraw wewnętrznych), Andrzeja Burdy, Mieczysława Moczara, Mariana Rybickiego (ministra sprawiedliwości), Jana Wasilewskiego, Jana Wasilkowskiego (pierwszego prezesa Sądu Najwyższego) i Władysława Wichy (ministra spraw wewnętrznych). Żaden z nich nie udzielił odpowiedzi na list Piaseckiego.
10 czerwca 1961 Bolesław Piasecki napisał kolejny list z prośbą o wzmożenie śledztwa, który skierował do prokuratora generalnego PRL. Wyrażał w nim nadzieję na postawienie Ekerlinga przed sądem, jak również wskazywał na kilkanaście kwestii, które nie zostały w trakcie całej procedury poprawnie przeanalizowane przez śledczych. Pisał także o możliwości udziału Jana Kossowskiego w morderstwie. Wspominał również o sprawie zaginięcia kluczowych dowodów rzeczowych (m.in. zatarciu taśmy magnetofonowej z nagranym głosem jednego z porywaczy dzwoniących do Bolesława Piaseckiego). Również ten list pozostał bez odpowiedzi.
W 1973 jeden z oficerów zatrudnionych w MSW nawiązał kontakt ze współpracownikiem Bolesława Piaseckiego, Ryszardem Sienkiewiczem. Przekazał mu informacje, że resort posiada szczegółowe dane na temat sprawców śmierci Bohdana Piaseckiego. Gdy Sienkiewicz powiadomił o tym odpowiednie władze, oficer został zwolniony z pracy w MSW. W tej sprawie Bolesław Piasecki interweniował w prokuraturze generalnej PRL, jednak bezskutecznie.
Na początku grudnia 1976 szef Paksu wystosował pismo do sekretarza KC PZPR Stanisława Kani, wnosząc o ponowne postawienie Ignacego Ekerlinga w stan oskarżenia. List pozostał bez odpowiedzi.

W październiku 1977 zmarł Ignacy Ekerling, a śledztwo w sprawie zabójstwa Bohdana Piaseckiego umorzono 22 grudnia 1978. W styczniu 1979 umarł Bolesław Piasecki. Przed śmiercią polecił bratu Bohdana, Jarosławowi, kontynuowanie starań o wyjaśnienie sprawy. 25 listopada 1981 wysłał on pismo do prokuratury generalnej PRL, w którym domagał się intensyfikacji śledztwa. Prokurator Józef Gurgul odpowiedział 29 stycznia 1982, przesyłając postanowienie o umorzeniu śledztwa: 

W czasie śledztwa, które powierzono do przeprowadzenia w całości organom MO, sprawdzono i wyeliminowano definitywnie mnóstwo podejrzeń sprawstwa. Na ślad przestępców – sprawców zabójstwa – nie natrafiono. Niezależnie od innych uwarunkowań niemałą przeszkodę w poznaniu prawdy stanowiła wspomniana już postawa Ignacego Ekerlinga, który nie złożył szczerych wyjaśnień. Od chwili popełnienia tej haniebnej zbrodni minęło już 25 lat. Kontynuowanie śledztwa nie jest zatem dopuszczalne (art. 11 pkt 6 kpk).

W listopadzie 1984 r. Jarosław Piasecki wysłał list w sprawie morderstwa brata do ówczesnego premiera Wojciecha Jaruzelskiego, porównując je do zabójstwa księdza Jerzego Popiełuszki. W styczniu 1985 na pismo to odpowiedział płk Józef Chomętowski z gabinetu ministra spraw wewnętrznych. Poza wyrazami współczucia, list wskazywał, że sprawa jest uważana przez władze za zamkniętą.
W roku 1991 ówczesny minister spraw wewnętrznych Antoni Macierewicz przekazał Jarosławowi Piaseckiemu część dokumentów dotyczących sprawy zabójstwa jego brata. Rodzina wciąż oczekuje jednak na komplet dokumentów z Instytutu Pamięci Narodowej, które do niedawna znajdowały się w zbiorach zastrzeżonych IPN.

## Podejrzewani o popełnienie morderstwa
Na temat tego, kto porwał i zamordował Bohdana Piaseckiego, pojawiły się różne teorie. Zarówno prokuratura, jak i SB przyjęły założenie, że motywem zbrodni była chęć zemsty na ojcu chłopca. Wysuwano także hipotezy, według których dziecko porwali byli żołnierze Narodowych Sił Zbrojnych, rozłamowcy z Paksu, na czele z Tadeuszem Mazowieckim, zwykli przestępcy z myślą o okupie, agenci obcego wywiadu – lub nawet sam ojciec. W lutym 1957 w tygodniku „Dookoła świata” ukazał się artykuł pt. Zagadka cichej uliczki autorstwa Zdzisława Szakiewicza i Leszka Moczulskiego. W tekście sugerowano, że porwanie zostało sfingowane przez mataczącego ojca, a Bohdan przebywa za granicą razem z matką (w rzeczywistości Halina Piasecka zginęła w powstaniu warszawskim).

Sam Bolesław Piasecki wypowiadał się na temat domniemanych motywów i sprawców zabójstwa syna: 

Zasadnicza moja hipoteza, która według mojego przekonania jest prawdopodobna w 90%, wyraża się w przekonaniu, że porwania mego syna dokonali ci, w których interesie ideowo-politycznym leżało zniszczenie Paksu i którzy zorientowali się, że atmosfera polityczna zimy 56 roku na 57 rok daje im szanse próby wykonania swojego planu. Zwrócić należy tu jednocześnie uwagę, że w dniu 2 stycznia 1957 roku nastąpił fakt polityczny, który przesądził o nieudaniu się zniszczenia Paksu metodami administracyjnymi. Ludzie, którzy dokonali porwania, musieli o tym fakcie wiedzieć, co nie było zresztą trudne i dlatego zdecydowali się zastosować środek zbrodniczy.

 Piasecki przypuszczał, że w sprawę zabójstwa zamieszane były koła „nacjonalistyczno-żydowskie” i opozycyjne wobec niego „środowisko dziennikarsko-polityczne”. Był także zdania, że na jego potomku dokonano mordu rytualnego. Szef Paksu nie wykluczał także udziału w zabójstwie ośrodków „reakcyjnego podziemia” (miał na myśli Armię Krajową), zachodnich wywiadów oraz „księży reakcyjnych społecznie”.

### Osoby pochodzenia żydowskiego
Według Petera Rainy, a także na przykład Jana Żaryna, porwania dokonały osoby pochodzenia żydowskiego. Jak twierdzi Żaryn: 

Co do tego nie ma wątpliwości. Ludzie ci nie bez powodu czekali aż do 1957 roku. Wcześniej uważali, że Piasecki jest poza ich zasięgiem, że ma tak silne poparcie w Moskwie. Po 1956 roku uznali, że powiązania te osłabły. Był to również okres, gdy się wydawało, że Piasecki utraci kontrolę nad Paksem. Mordercy postanowili go dobić. (...) Bez odpowiedzi pozostaje jednak podstawowe pytanie: czy było to działanie oddolne szajki żydowskich ubeków i pospolitych przestępców, czy też rozkaz zapadł wyżej? Czy za zabójstwem stała tak zwana żydowska frakcja w MSW, na czele której stał wiceminister Antoni Alster?

 Jak ustalono podczas śledztwa, przyjacielem szwagra Ignacego Ekerlinga – Mieczysława Katza, był zamieszkały w Łodzi przestępca Michał Barkowski (vel Robert Kalman). Według jednej z wersji wydarzeń, to on z byłym funkcjonariuszem UB Stefanem Łazorczykiem uprowadził i zamordował Bohdana Piaseckiego.
Peter Raina spekuluje, czy w sprawę zamordowania Bohdana Piaseckiego nie była zaangażowana organizacja Nekama (hebr. ‘zemsta’), założona rzekomo przez Szymona Wiesenthala. Jej zadaniem było ściganie byłych nazistów. Za taką osobę Wiesenthal uznawał m.in. Bolesława Piaseckiego. O fakcie istnienia Nekamy poinformował publicznie w roku 1960 Bernard Mark, dyrektor Żydowskiego Instytutu Historycznego.
Jerzy Ślaski, redaktor naczelny (1990–1994) dziennika „Polska Zbrojna”, przyczyn swoistej zmowy milczenia upatrywał w fakcie, że wszyscy wskazani przez Petera Rainę sprawcy zbrodni, a także ich pomocnicy i obrońcy byli pochodzenia żydowskiego. W recenzji książki Petera Rainy napisał: „Ciągle mamy w Polsce do czynienia z przejawami antysemityzmu. Jest to zjawisko irracjonalne – bo – praktycznie biorąc, Żydów już w Polsce nie ma, niemniej groźne i kompromitujące nas w oczach cywilizowanego świata. Czyż trzeba dodawać, że pomijanie milczeniem takich faktów, jak te, które ujawniają przytoczone przez Petera Rainę akta MSW, antysemityzm ten podsyca i stanowi jego pożywkę?”.

Jak twierdzi Żaryn, jeśli przyjąć, że zbrodnia została popełniona przez osoby pochodzenia żydowskiego, wówczas motywem zabójstwa byłaby chęć zemsty za działalność Bolesława Piaseckiego w okresie międzywojennym i podczas II wojny światowej. W 1937, podczas starcia pomiędzy Falangą a Bundem, zginęła żydowska dziewczynka. Dowodzone przez Piaseckiego Uderzeniowe Bataliony Kadrowe miały się także dopuszczać podczas wojny zbrodni na Żydach. Jak utrzymuje jednak Kazimierz Krajewski (autor monografii UBK): 

Nic takiego nie miało miejsca. Jeżeli z ręki żołnierzy UBK zginęli Żydzi, to nie dlatego, że byli członkami określonego narodu, ale dlatego, że walczyli w sowieckich oddziałach partyzanckich.

Również Antoni Dudek za najbardziej prawdopodobną uznaje teorię, że Bohdana Piaseckiego zamordowali funkcjonariusze SB żydowskiego pochodzenia.

13 marca 1966 w izraelskim tygodniku „Ma’ariw” ukazał się artykuł pt. Zabójcy syna polityka polskiego żyją w Izraelu. Jego autor pisał, że Bolesław Piasecki za swą przedwojenną działalność polityczną był znienawidzony przez polskich Żydów. Śmierć jego syna była zatem „pomszczeniem żydowskich ofiar”, które zostały rzekomo zamordowane przez partyzantów pod wodzą polityka: 

Sensacja w sprawie zabójstwa politycznego. Kilka lat temu Warszawa zaalarmowana była wiadomością o zaginięciu syna Bolesława Piaseckiego, osobistości znanej w Polsce i różnie ocenianej. Przed wojną osobistość ta była kandydatem na polskiego Hitlera. Działalność z czasów wojny owiana jest mgłą. Walczyła ona przeciwko ruchowi komunistycznemu (...). Aresztowana przez NKWD, odbyła rozmowę z wysokim funkcjonariuszem bezpieki. Zaraz po wojnie stworzyła organizację postępowych katolików, która miała współpracować z reżymem. Kilka tygodni temu Bolesław Piasecki otrzymał pismo od Moczara, polskiego ministra [SW], że śledztwo w sprawie zamordowania jego syna zostanie wznowione. Z informacji tej wynika, że Bohdan Piasecki został zamordowany przez dwóch Żydów, którzy pracowali dawniej jako kierowcy w polskiej służbie bezpieczeństwa. Uważa się, że znali oni przeszłość Piaseckiego i jego zachowanie się wobec Żydów podczas wojny, ale nie mogli wystąpić przeciwko niemu ze względu na więzy, jakie łączyły go z polską służbą bezpieczeństwa (...).

Jak można było przeczytać w tygodniku, tuż po zabójstwie mordercy „opuścili Polskę udając się do Izraela. Nie należy spodziewać się ekstradycji, bo wedle prawa międzynarodowego nie przewiduje się takowej w związku z przestępstwami politycznymi”. 14 marca 1966 tekst ten został przedrukowany w polskojęzycznym dzienniku „Nowiny-Kurier” ukazującym się w Izraelu.
W połowie lat 60. XX wieku Stanisław Cichocki, syn jednego z przedwojennych przywódców Komunistycznej Partii Polski, miał spotkać w Tel Awiwie dwóch mężczyzn, byłych pracowników SB, którzy w rozmowie z nim przyznali się do uprowadzenia Bohdana Piaseckiego. Podkreślali też rzekomo, że porwanie nie było planowane.

### Komuniści
Jak wskazuje Żaryn, komunistyczna Służba Bezpieczeństwa prowadziła śledztwo w sposób, który nie mógł doprowadzić do wyjaśnienia całej sprawy. Wykorzystywała je raczej do inwigilacji środowisk związanych z Bolesławem Piaseckim. W trakcie dochodzenia nagminne było zacieranie śladów, pomyłki w zapisywaniu nazwisk i ginięcie dowodów. Jak twierdzi brat Bohdana Piaseckiego, Jarosław, śledztwo zostało umorzone na polecenie premiera Józefa Cyrankiewicza i sekretarza KC PZPR Jerzego Albrechta. Jak utrzymuje krewny zamordowanego, decyzję w tej sprawie miał podjąć sam Władysław Gomułka.
Jak twierdzi Andrzej Garlicki, zabójstwo Bohdana Piaseckiego mogło być rezultatem rozgrywek w aparacie bezpieczeństwa. Wskazuje jednak, że mordowanie dziecka wroga „nie mieści się w polskiej kulturze politycznej”. Zdaniem Garlickiego porywacze prawdopodobnie nie planowali zabójstwa, tylko pragnęli szantażować ojca, a wystraszeni konsekwencjami zabili w końcu syna.
Jarosław Kurski napisał: 

Do dziś jednak nie znalazły się żadne materialne dowody świadczące, że śmierci Bohdana winne są osoby pochodzenia żydowskiego. Jedna z niepotwierdzonych tez głosi, że zabójstwa dokonano na zlecenie Moskwy, by w ten sposób uczynić Piaseckiego więźniem antysemickiej emocji i przez to bardziej go ubezwłasnowolnić i mocniej ze sobą związać.

## Odniesienia
Jeden z odcinków serialu „Listy gończe”, wyprodukowanego przez Telewizję Polską w 2011, został poświęcony zabójstwu Bohdana Piaseckiego.
W dwóch odcinkach serialu „Glina” (2004) nawiązano do zabójstwa Piaseckiego opowiadając historię Nany Petru i taksówkarza Kazimierza Grabka vel. Stoltzmann.